# Bolardo
Un bolardo es un poste de baja altura, fabricado en piedra, aluminio fundido, acero inoxidable o hierro, dependiendo de su finalidad. Por lo general se ancla al suelo para impedir el paso de vehículos a áreas peatonales. Es parte del mobiliario urbano y se usa principalmente en hileras para evitar que vehículos ocupen el espacio peatonal (aceras). Aunque la tendencia general es la de pensar que un bolardo es lo mismo que un pivote, expertos en mobiliario urbano han aclarado en repetidas ocasiones que la diferencia entre uno y otro es el grosor, siendo el primero más grueso y bajo y el segundo más delgado y largo. Algunos comercios los instalan ante sus escaparates debido al peligro de robo por alunizaje. El bolardo no es recomendable como control de acceso a colonias por el peligro de colisión.
En los últimos años el bolardo ha sido utilizado efectivamente evitando ataques vehiculares contra peatones.

## Tipos de bolardo

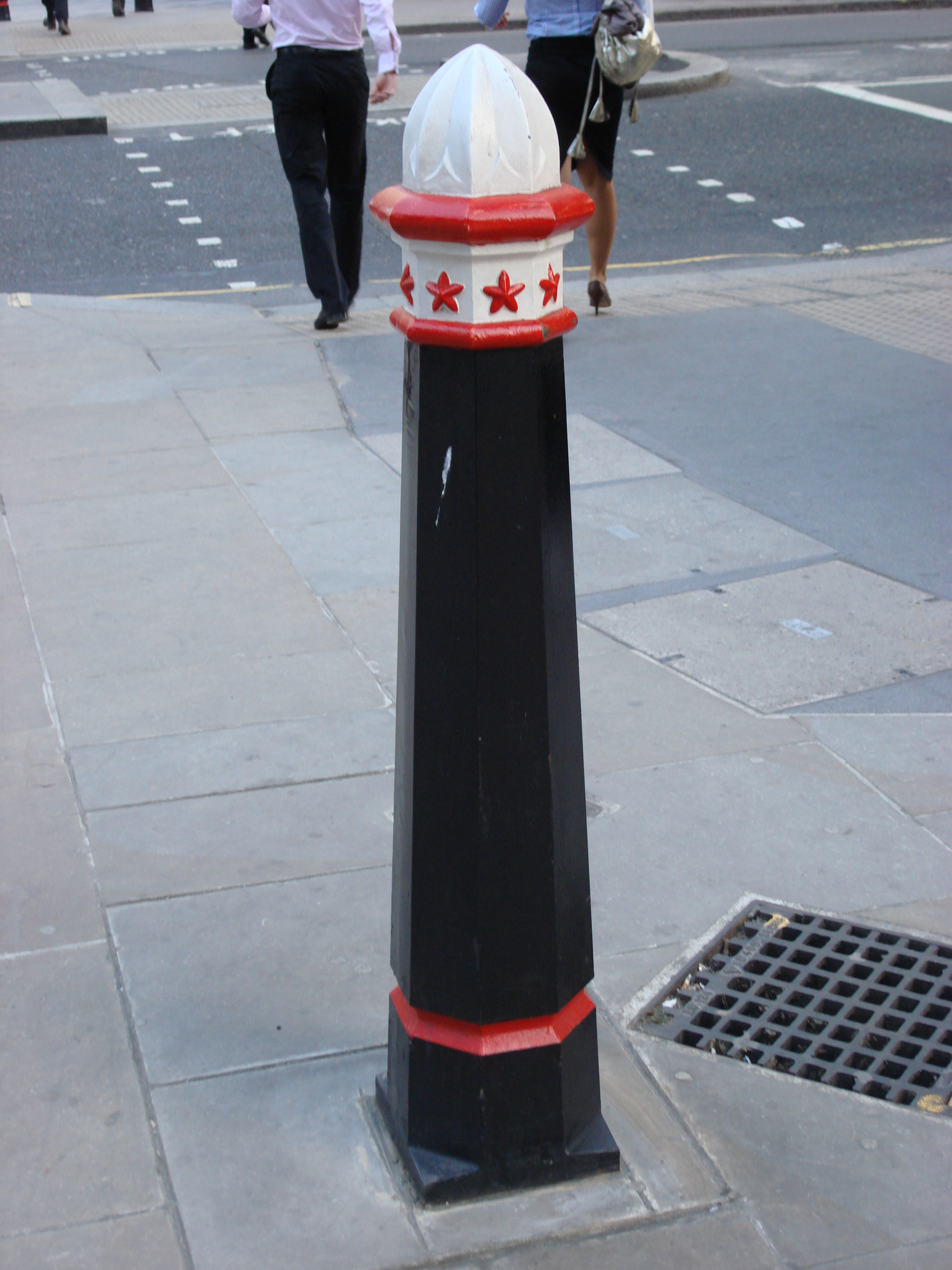
Bolardo adornado en las calles de Londres

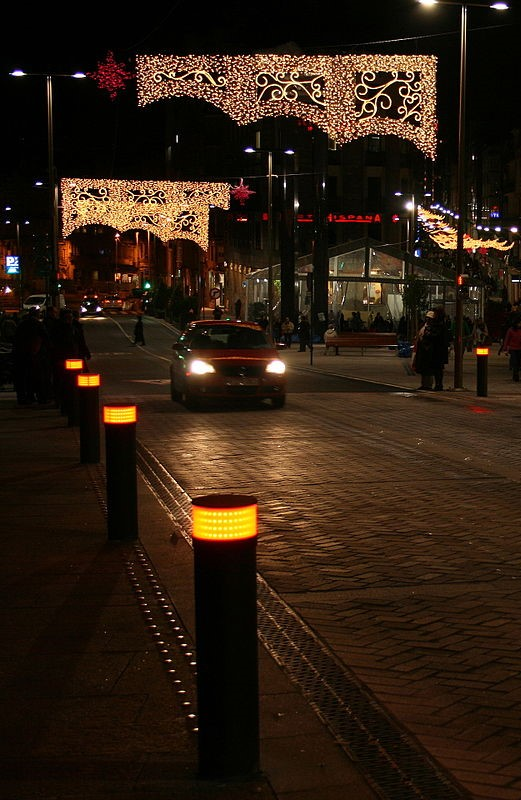
Nuevos bolardos inteligentes e iluminados en la Puerta del Sol en Vigo, España

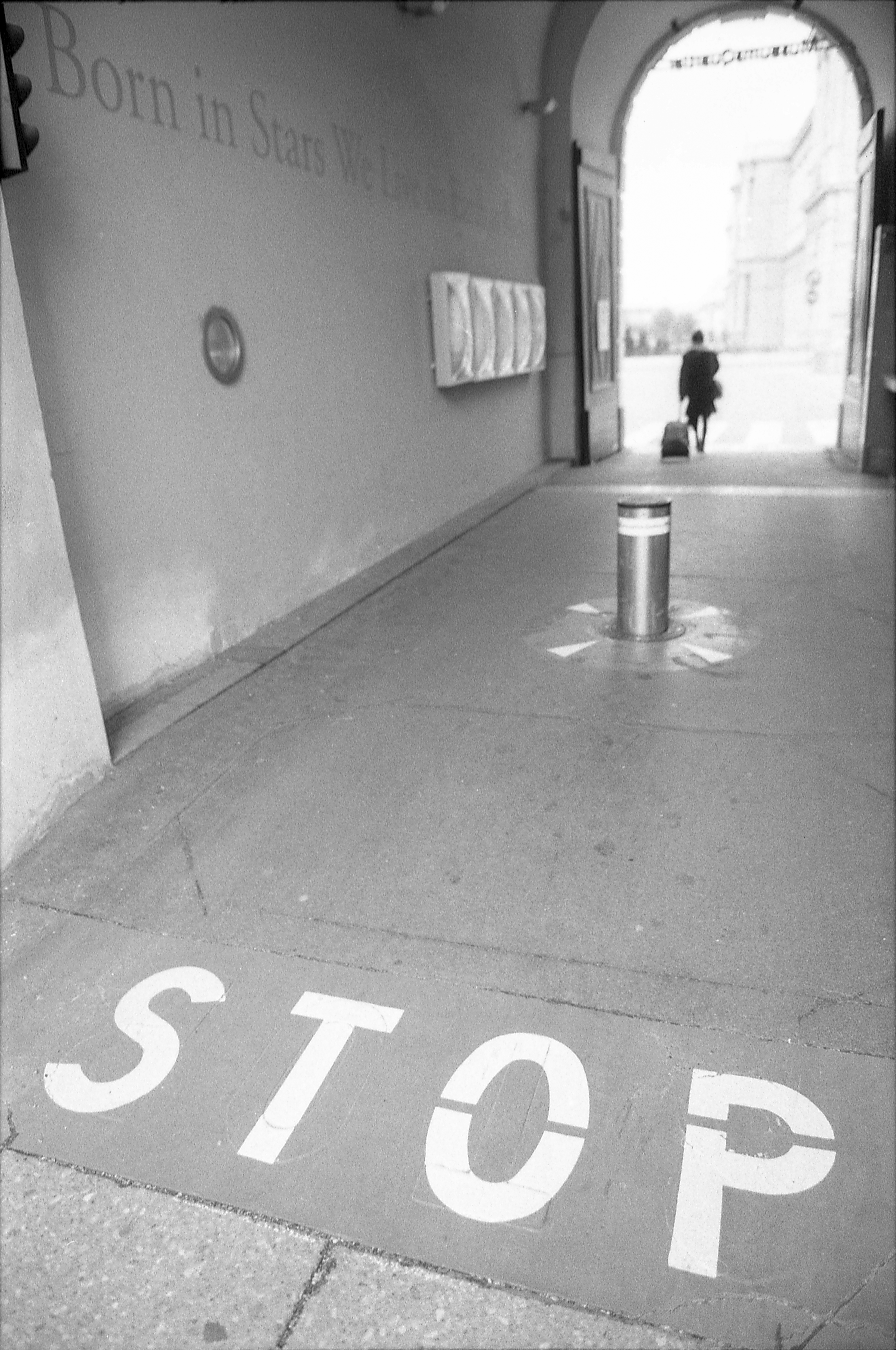
Museumsquartier de Viena.

Los modelos más antiguos de bolardo se fabricaban en hierro fundido, pero la corrosión los atacaba con facilidad. El aluminio fundido se usa más actualmente por su mayor durabilidad y su resistencia a la corrosión. Así mismo, los bolardos más antiguos se atornillaban al suelo, sustituyéndose actualmente este anclaje por un empotramiento en hormigón. Algunos bolardos pueden ser desmontados manualmente. 
En la actualidad, existen bolardos mecánicos que se retraen automáticamente dentro del suelo. Existen también bolardos con funciones inteligentes de control de tráfico e iluminación, como los de la Puerta del Sol en Vigo, España.
Tipos de bolardos metálicos
Fijos: fijación mediante empotramiento directo al suelo.
Extraíbles: son bolardos fijos, preparados para convertirse en extraíbles añadiendo una base galvanizada diseñada para tal efecto.
Retráctiles: pueden ocultarse en el suelo y permitir así el acceso a la vía.
Antialunizaje: especialmente diseñados para la protección de locales.

## Función
La función principal del bolardo es evitar que los vehículos accedan o aparquen en zonas donde lo tienen prohibido. Se suelen instalar para proteger zonas frecuentadas por peatones o ciclistas.

## Crítica

### Ventajas
- Es un método de bajo costo inicial, bajo mantenimiento y alta efectividad, fácilmente instalado en casi cualquier superficie de la ciudad.
- Protegen efectivamente el espacio público, las zonas peatonales y de ciclismo de invasión y abuso por parte de vehículos automotores.
- Favorece el tránsito a los peatones en general y en mayor medida a la gente anciana, ya que por lo regular están colocados a nivel de calle.
- Ha sido ampliamente utilizado en grandes ciudades de todo el mundo, lo cual da peso a los argumentos que validan su idoneidad.

### Desventajas
- Actuar como elemento extremadamente rígido, dado que cuando un motorista o ciclista choca contra el mismo, cae al suelo. Aumentar la gravedad de una caída o causar la muerte.[4]
- Generar gastos de mantenimiento cuando se tienen que reponer además de su coste inicial.
- Al igual que el guardarraíl se cuestiona la seguridad de estos elementos de mobiliario urbano.
- Provocar caídas.